# Sanguisorba annua
Sanguisorba annua es una especie de planta herbácea perteneciente a la familia Rosaceae conocida con el nombre común de annual burnet y prairie burnet. 

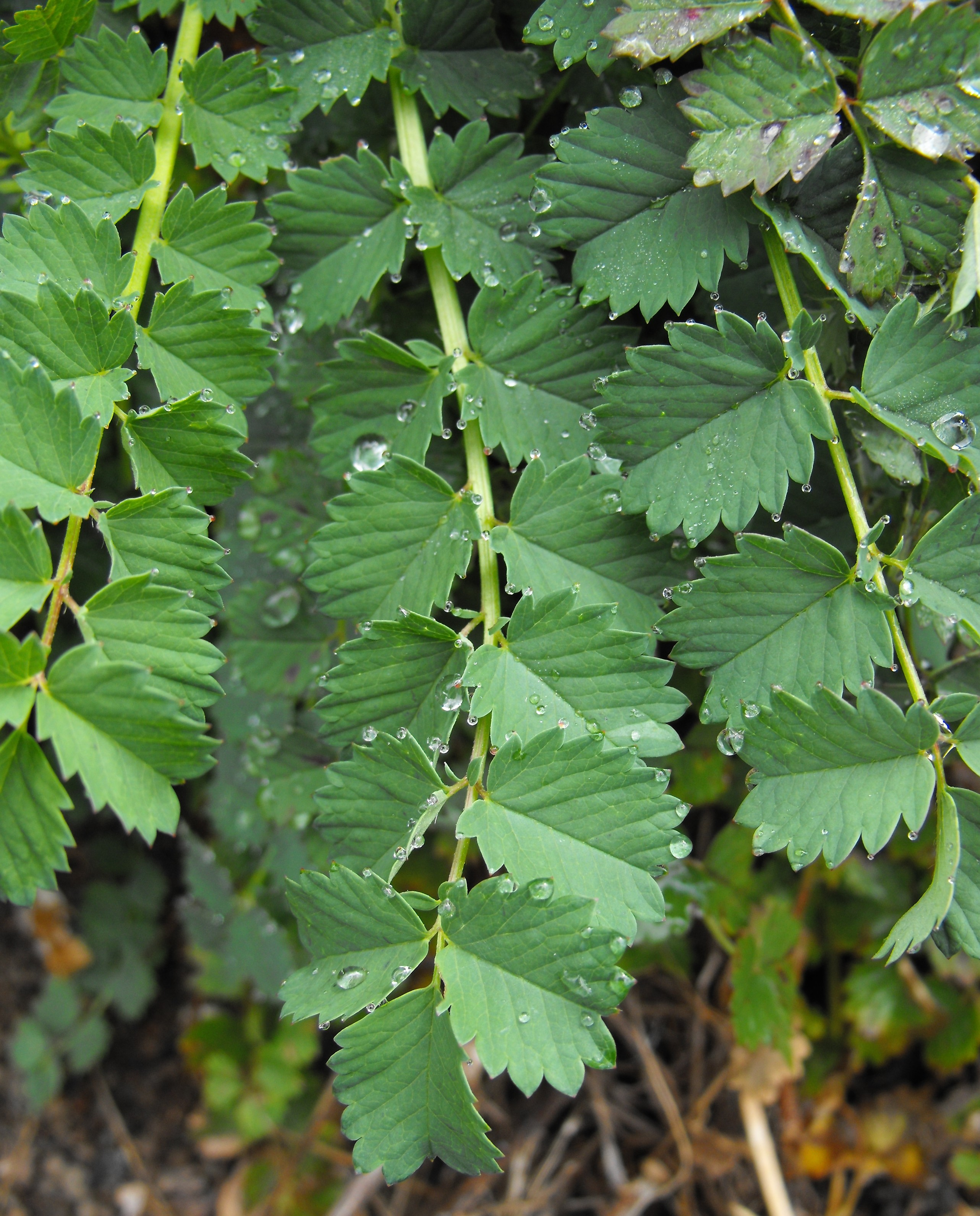
Hojas

## Distribución y hábitat
Es nativa de América del Norte, incluyendo muchas áreas en el oeste y centro de Canadá y los Estados Unidos. Se puede encontrar en varios tipos de hábitat, incluidos los pastizales, artemisa, y áreas perturbadas. 

## Descripción
Es una hierba anual o bienal con un tallo erecto de hasta unos 90 centímetros de altura máxima. Las hojas están compuestas de varios pares de foliolos, cada foliolo se divide en lóbulos, a veces profundamente, convirtiéndose en los lóbulos estrechos, lineales. La inflorescencia es un racimo denso con forma de espiga de hasta 50 flores erguidas sobre un alto y desnudo pedúnculo. 

## Taxonomía
Sanguisorba annua fue descrita por Thomas Nuttall y publicado en Flora Boreali-Americana 1(4): 198, en el año 1832.
Etimología
Sanguisorba: nombre genérico que deriva, probablemente, de la palabra latina sanguis refiriéndose a la capacidad de esta planta para frenar la hemorragia.  
annua: epíteto latino que significa "anual".
Sinonimia
- Poterium annuum Nutt. (basónimo)
- Sanguisorba occidentalis Nutt.[3]